# 不曾存在的我
《不曾存在的我》（日语：／ Bokuhasonzaishiteinakatta）是日本女子偶像組合22/7的首張單曲，於2017年9月20日由Sony Music發行。

## 概要
單曲分為Type-A和Type-B。其中，Type-A收錄了《不曾存在的我》的音樂錄影帶，並且附有角色卡（8款中的其中一款）和活動參加券，Type-B則附有角色卡（11款中的其中一款），兩個版本均收錄了主打曲、《地下鐵抵抗主義》和《11個人聚集的理由》。
2017年7月22日，22/7在其首次的表演活動中宣佈推出單曲，並且當場演唱了單曲以及收錄曲《地下鐵抵抗主義》。8月24日，公開了以全3DCG動畫製成的音樂錄影帶。音樂錄影帶由龍之子製作公司製作，《亞人醬有話要說》的安藤良擔任導演，美術導演是《刀劍神域》、《攻殼機動隊》的竹田悠介，CG指導是乙部善弘，動畫角色設計則是堀口悠紀子。9月4日，公佈了單曲詳情以及在9月17日於東京都池袋太陽城舉行單曲發售紀念活動，雖然單曲的出貨量只有1萬張，但是在太陽城活動期間進行了追加發售，亦加插了在表演後舉行擊掌會的環節。9月20日，22/7在早上7時至晚上10時於SHOWROOM進行直播宣傳單曲。
22/7在日本放送節目《Mu～Comi Plus》、TBS電視台節目《CDTV》、Niconico直播節目《電波實驗室》和TOKYO MX節目《Ani☆Sute》均有宣傳單曲。

## 反應
在《告示牌》Top Singles Sales榜中，單曲首週銷量為5,716張，排第8位，Hot Animation榜亦位列第8。在Oricon公信榜中，單曲首週銷量是5,004張，排第10位。

## 歌曲列表

### Type A、B共通
| CD   | CD                            | CD     | CD                         |
| 曲序 | 曲目                          |        | 作曲                       |
| ---- | ----------------------------- | ------ | -------------------------- |
| 1.   | 不曾存在的我                  | 秋元康 | 目黑良子                   |
| 2.   | 地下鐵抵抗主義                | 秋元康 | 大塚剛毅                   |
| 3.   | 11個人聚集的理由              | 秋元康 | Kitamura Takeshi和田上陽一 |
| 4.   | 不曾存在的我 instrumental     |        | 目黑良子                   |
| 5.   | 地下鐵抵抗主義 instrumental   |        | 大塚剛毅                   |
| 6.   | 11個人聚集的理由 instrumental |        | Kitamura Takeshi和田上陽一 |

| Type-A收錄 DVD | Type-A收錄 DVD           | Type-A收錄 DVD |
| 曲序           | 曲目                     | 導演           |
| -------------- | ------------------------ | -------------- |
| 1.             | 不曾存在的我 Music Video | 安藤良         |